# La Nopalera, Jiquipilco
La Nopalera är en ort i Mexiko, tillhörande kommunen Jiquipilco i den nordvästra delen av delstaten Mexiko. Orten hade 310 invånare vid folkräkningen 2010.